# Ocrepeira redondo
Ocrepeira redondo là một loài nhện trong họ Araneidae.
Loài này thuộc chi Ocrepeira. Ocrepeira redondo được Herbert Walter Levi miêu tả năm 1993.